# Thiachroia
Thiachroia är ett släkte av fjärilar. Thiachroia ingår i familjen nattflyn.
Kladogram enligt Catalogue of Life:
| Thiachroia | \| \| Thiachroia deilinias \| \| \| \| \| \| Thiachroia flavala \| \| \| \| |
|            | \| \| Thiachroia deilinias \| \| \| \| \| \| Thiachroia flavala \| \| \| \| |
|            | Thiachroia deilinias                                                        |
|            |                                                                             |
|            | Thiachroia flavala                                                          |
|            |                                                                             |